# Arthromyces claviformis
Arthromyces claviformis är en svampart som beskrevs av T.J. Baroni & Lodge 2007. Arthromyces claviformis ingår i släktet Arthromyces och familjen Tricholomataceae.   Inga underarter finns listade i Catalogue of Life.